# Ypsilandra jinpingensis
Ypsilandra jinpingensis là một loài thực vật có hoa trong họ Melanthiaceae. Loài này được W.H.Chen, Y.M.Shui & Zhi Y.Yu mô tả khoa học đầu tiên năm 2003.